# Д’Ороско, Матильда
Матильда Валерия Беатрикс д’Ороско (14 июня 1796 года, Милан — 19 октября 1863 года) — шведская (по рождению испано-итальянская) певица, композитор, поэтесса, писательница, актриса и клавесинист

ка.

## Биография
Матильда д’Ороско, дочь испанского посла в Милане, графа Николаса Бласко д’Ороско (Nicolas Blasco d’Orozco) и Сабины Ледерер (Sabina Lederer), родилась в Италии. Матильда д’Ороско была трижды замужем. Первый раз вышла замуж за маркиза Кенами (Cenami). Овдовела в 19 лет. В 1817 году в Вене вышла замуж второй раз за графа Жозиаса Монтгомери-Седерхельма (Josias Montgomery-Cederhjelm) (сконч. 1825), с которым у неё было четверо детей. В 1839 году вышла замуж за шведского барона Карла Александра Фредрика Джилленхола (Carl Alexander Fredrik Gyllenhaal).
После второго брака (1817) Матильда д’Ороско переехала в Швецию, где ей было суждено прожить всю оставшуюся жизнь. В Шведской столице она стала светской львицей, названной современниками «одним из самых известных украшений в салонах высшего общества в годы первого счастливого и яркого периода правления Карла XIV Иоанна» (1818—1844).
Более привычная к теплому климату Италии, Матильда однажды заметила: «Бог разгневался, когда создавал шведский климат!»  Матильда д’Ороско была человеком большого обаяния с талантами в разных областях искусства. Будучи знатной женщиной, она была представлена при королевском дворе, принимала участие в придворной жизни короля Карла Юхана и королевы Дезире, где стала центром светских развлечений. Как певица, она иногда сопровождала свое пение игрой на арфе; как актриса, участвовала в спектаклях любительского театра королевского двора. Её поклонниками были наследный принц Оскар I и британский посол Джон Блумфилд (John Bloomfield).
После третьего брака (1839) Матильда д’Ороско удалилась от светской жизни, переехала к мужу в поместье, расположенное в сельской местности. Изредка выезжала на морской курорт в городе Норртелье.
Матильда д’Ороско скончалась 19 октября 1863 года в Stora Ekeby, Швеция.

## Память
Шведский политик Густав Лагербельке (Gustaf Lagerbjelke) посвятил Матильде д’Ороско стихотворение «L’une et l’autre».

## Произведения
- Den bedragne (обманутые) — песня;
- Husar-marsch (in Swedish: Hussar march) — Norstedt & söner, Stockholm (1854);
- La Serenata Contadinesca con risporta dalla Finestra (на итальянском языке);
- Шесть песен для фортепиано, посвященный мадемуазель Мари фон Стедингк (1842);
- Vid Julbrasan för några år sedan — песня.